# Genc Hajdari
Genc Hajdari var en  albansk skulptör. Tillsammans med Janaq Paço har han skapat skulpturen Skanderbeg och folket som finns på nationalmuseet i Kruja.